# Mamie Van Doren
Joan Lucille Olander (Rowena, 6 de fevereiro de 1931) mais conhecida como  Mamie Van Doren é uma atriz, modelo e cantora norte-americana, famosa durante a década de 1950 por ser um sex symbol. Uma das Bombshell mais famosas dos anos 50, ela é uma das "Três M's", apelido dado junto as atrizes Marilyn Monroe e Jayne Mansfield, que eram amigas e contemporâneas. Em 1953, Van Doren, então chamada Joan Lucille Olander, assinou um contrato de sete anos com a Universal , que esperava que ela fosse sua versão de Monroe. 
Nascida em Dakota do Sul, filha de Warner Carl Olander e Lucille Harriet Bennett, em 1939 ela e sua família se mudaram para Sioux City, Iowa, e em maio de 1942, depois foram para Los Angeles, Califórnia.
Ela começou a trabalhar no começo de 1946 como porteira no Pantages Theatre em Hollywood. No ano seguinte ela fez uma pequena participação numa série de TV. Cantou com a banda de Ted Fio Rito,e participou de vários concursos de beleza. Aos 17 anos, se mudou para Santa Barbara, com seu parceiro romântico Jack Newman, mas por causa da relação abusiva, eles logo se separaram. Em 1949, aos 18 anos, ela ganhou 2 concursos de beleza estaduais. Ela assumiu um noivado com o campeão dos peso-pesados de boxe Jack Dempsey, mas terminaram o relacionamento quando ela assinou um contrato com o Universal Studios.
Van Doren foi descoberta pelo produtor Howard Hughes na noite em que foi coroada Miss Palm Springs. O casal namorou por vários anos. Hughes lançou sua carreira, colocando-a em vários filmes da RKO. Van Doren é talvez mais lembrada por trazer o Rock and roll para o cinema na obra Unthamed Youth (1957) e para muitos outros filmes.

## Carreira

Mamie Van Doren em trailer de "A Marinha contra os Monstros da Noite" (1966).

Em 20 de janeiro de 1953,o Universal Studio assinou um contrato com ela.Os diretores tinham boas expectativas,esperando que ela trouxesse para a companhia o mesmo sucesso que Marilyn Monroe teve com o 20th Century Fox.Ela recebeu o nome artístico Mamie,por causa de Mamie Eisenhower,mulher de Dwight Eisenhower,que assumia como presidente dos EUA no mesmo dia da assinatura do seu contrato com o estúdio de cinema.Alguns Van Doren importantes eram seus parentes,como seus 2 irmãos ganhadores do Prêmio Pulitzer,Carl,escritor,Mark,poeta,e a esposa deste,Dorothy,historiadora e professora universitária.
Seu primeiro papel pela Universal foi uma ponta como cantora em Forbidden,estrelado por Tony Curtis.Por causa do charme de Van Doren,o estúdio a escalou para um papel maior como Susie Ward,uma garota rebelde que é a armadilha para uma cervejada num campus universitário em All American Girls(1953),novamente com Tony Curtis. Em Yankee Pasha(1954),estrelado por Jeff Chandler e Rhonda Fleming,ela fez um papel secundário como uma escrava. Em 1955 ela teve outro papel secundário no musical Ain´t Misbehavin',e estrelou o drama criminal Running Wild.Ela recusou um papel na peça da Broadway Will Success Spoil Rock Hunter?,e foi substituída por Jayne Mansfield.
Em 1956,foi antagonista de um jovem e ainda desconhecido Clint Eastwood em Star in the Dust. Nessa época,ela já estava se desgastando com o estúdio,por não se sentir aproveitada em papéis maiores,então começou a aceitar convites maiores em outros estúdios.
Ela participou de vários filmes de Bad Girls,que logo se tornaram cults.Também participou de filmes com temática rock n' roll,e se identificou com esse estilo rebelde,chegando a gravar alguns discos.Um de seus filmes da época,Unthamed Youth, serviu como referência para um episódio de mesmo nome na série de ficção científica e comédia de 1990 Mistery Science Theater 3000.
Alguns de seus papéis mais notáveis foram em Teacher's Pet pela Paramount Pictures,Born Reckless pela Warner Bros.,High School Confidential,pela MGM,todos de 1958,e The Beat Generation,de 1959,pela MGM.Ela começou a se tornar tão conhecida quanto seus personagens.Ela fez uma prisioneira em Girls Town(1959),causando furor por aparecer em uma cena de banho onde se podia ver ela nua de costas.
Muitos de seus filmes mostravam seu aspecto físico,e seus figurinos consistiam em roupas mais apertadas,com corte mais baixo,e inclusive roupas de banho provocantes para a época,mas mesmo ela como outras estrelas loiras como Jayne Mansfield,Cleo Moore,Sheree North,Anita Ekberg,Barbara Lang,Joi Lansing,Greta Thyssen e Barbara Nichols não compartilhavam do mesmo nível de superstar de Marilyn Monroe. Mami,Mansfield e Monroe eram conhecidas como "As três Ms".Mas em comparação,Monroe estourou com Gentlemen Prefer Blondes, Mansfield obteve sucesso em Will Success Spoil Rock Hunter?,a Universal preferiu escalar Van Doren como Francis the Talking Mule em Francis Joins the WACS(1954).
Após o Universal Studios optar por não renovar seu contrato em 1959 Van Doren era agora uma agente livre e teve que lutar para encontrar trabalho. Alguns de seus filmes posteriores foram produções estrangeiras e independentes, que faria pouca diferença para manter a sua imagem diante dos olhos do público. Muitas das produções que ela estrelou eram filmes B de baixo orçamento,alguns ganhando um status cult pelo valor estético.
O primeiro desses filmes posteriores foi Sex Kittens Go to College, em 1960, que co-estrelou com Tuesday Weld. Após a conclusão do filme argentino de 1961 The Blonde from Buenos Aires Van Doren teve um tempo fora de sua carreira no cinema. Ela voltou para a tela em O Candidato (1964), que foi logo seguido por Freddy in The Wild West,sendo ambos eram filmes de baixo orçamento que deixaram pouco impacto. Em 1964, Tommy Noonan convenceu Van Doren a aparecer em 3 Nuts in Search of a Bolt.Van Doren havia recusado oferta anterior de Noonan para estrelar Promises! Promisess!, um filme em que ela teria que fazer cenas de nudez. Logo após, ela foi substituída por Jayne Mansfield. Em 3 Nuts in the Search of a Bolt , Mamie fez uma cena de banho de cerveja, mas não aparece nua. Ela posou para Playboy para promover o filme. Van Doren depois apareceu em The Las Vegas Hillbillys(1966) divulgado pelo Woolner Brothers. Este filme foi co-estrelado por Jayne Mansfield (a rival de Mamie) sendo esta a única vez que duas das "Três M" apareceram juntas em um filme. O filme sequência foi intitulado Hillbillys in a Haunted House, mas Van Doren recusou esse papel, e foi substituída por Joi Lansing. Ela, então, apareceu em The Navy vs Night Monsters (1966), uma ficção científica.Em 1967, ela apareceu em  You've Got To Be Smart, e estrelou em outro filme sci-fi,Voyage to the Planet of Prehistoric Women (1968), que foi dirigido por Peter Bogdanovich. Este filme contou com um elenco completamente desconhecido que não seja Van Doren. Em 1968,a ela foi oferecido o papel de uma vítima de assassinato no filme de terror independente The Ice House, para substituir Jayne Mansfield, que morreu no ano anterior. Ela recusou a oferta.
Van Doren também desenvolveu carreira em clubes noturnos e fez teatro. Ela se apresentou em produções teatrais como Gentlemen Prefer Blondes e Dames at the Sea no Drury Lane Theater, Chicago, e apareceu em Will Success Spoil Rock Hunter? e The Tender Trap no Teatro Arlington Park e na década de 1970, Van Doren realizou um ato de boate em Las Vegas.
Em 1971, Van Doren teve um papel coadjuvante em The Arizona Kid. Depois disso Van Doren fez apenas aparições em filmes de baixo orçamento.O último filme de Van Doren foi uma participação especial em Slackers em 2002.
Aparições de Van Doren na televisão incluem Jukebox Jury,What´s my line?, The Bob Cummings Show,The Jack Benny Show, Ilha da Fantasia , A Lei de Burke,Vega$,e LA Law .
Van Doren lançou sua autobiografia, Playing the Field , em 1987, que trouxe muita atenção nova e provou ser o seu maior respingo de mídia em mais de 25 anos. Desde a publicação do livro, ela muitas vezes foi entrevistada e ocasionalmente voltou a atuar. Ela tem consistentemente negado em entrevistas ter implantes mamários. Em 2006, Mamie posou para fotos para a Vanity Fair com Pamela Anderson como parte de sua edição anual de Hollywood.
Entre 2020 e 2022 Van Doren tem trabalhado na sequência de sua autobiografia.Segundo ela "Muita coisa aconteceu entre 1987 e 2020.Agora estou escrevendo sobre como é envelhecer e me sentir bem com a passagem do tempo,e também sobre a sabedoria de envelhecer.Tenho muita coisa para escrever."
Em uma entrevista em janeiro de 2021,ela falou sobre o movimento #Metoo:"Eu pensei muito sobre o assunto.Tenho muitas questões,mas sempre apoiei mulheres em situações delicadas,porque também passei por minhas experiências.No meu tempo de cinema,se quisesse ir para a cama,iria por meu desejo,mas nunca para conseguir algum trabalho.Um predador sexual saberia que perderia uma briga para mim."

## Vida Pessoal

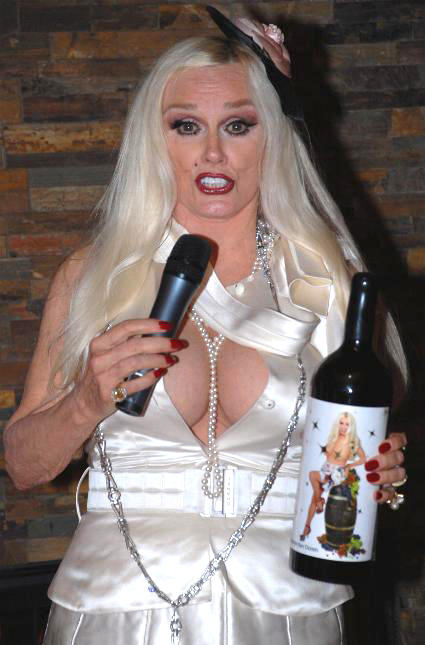
Mamie Van Doren em 2007

Van Doren foi casada cinco vezes. Seu primeiro casamento foi com o fabricante de roupas esportivas,Jack Newman com quem se casou e se divorciou em 1950. Seu segundo casamento foi com o cantor, compositor e ator Ray Anthony com quem se casou em 1955. Ela e Anthony teve um filho, Perry Ray Anthony, que nasceu em 18 de março de de 1956. O casal depois se divorciou em 1961. No início dos anos 1960 foram divulgadas as idas e vindas em seu relacionamento com o jogador de baseball Bo Belinsky, relacionamento esse que chegou ao fim em 1964.Ela se casou com o jogador de baseball Lee Meyers em 1966,se divorciando em 1967. Seu quarto casamento foi com empresário Ross McClintock, que ela conheceu enquanto trabalhava na campanha de reeleição do presidente Nixon, em 1972, o casamento foi anulado em 1973. Desde 1979, ela foi casada com Thomas Dixon, um ator e dentista.
Em sua autobiografia, Van Doren reconheceu inúmeros casos com celebridades. Estes incluem Clark Gable, Howard Hughes, Johnny Carson , Elvis Presley, Burt Reynolds, Jack Dempsey, Steve McQueen, Johnny Rivers,Mary Carter, Robert Evans, Eddie Fisher, Warren Beatty, Tony Curtis, Steve Cochran e Joe Namath.  Alegando fidelidade ao cada amante, ela disse sobre a vida de Hollywood, "Eu não uso mais calcinha. Isso assusta os lobos de Hollywood tanto que eles não sabem o que puxar, para que eles me deixem em paz".
Ela posou duas vezes para a Playboy em 1963 para promover seu filme 3 Nuts in Serach of a Bolt (1964), embora ela nunca tenha sido uma playmate. Por este ponto em sua carreira, sua figura medido 38DD-26-36 (auto-intitulado em 1997).  Ela disse uma vez acerca de sua medição de peito "Eu não quero nem dizer double-D, porque eles re ainda maior do que isso."
Em 1964, Van Doren foi um dos convidados no Whisky a Go Go na Sunset Strip, em West Hollywood, quando os Beatles estavam no clube visitando com Jayne Mansfield, e o embriagado George Harrison acidentalmente jogou bebida nela ao tentar atingir alguns jornalistas incômodos. Durante a Guerra do Vietnã, fez excursões para as tropas dos EUA no Vietnã, durante três meses em 1968, e novamente em 1970. Além do show da USO, ela visitou hospitais, incluindo os bairros de amputados e vítimas de queimaduras.
Em 1980, Van Doren foi citada no controverso sucesso no Top 20 Canadense "High School Confidential" da banda new age canadense dos anos 1980 Rough Trade. Em 2005, "High School Confidential" foi nomeada #38 na série da CBC Radio One The Best 50 Tracks: Canadian Version.
Nos últimos anos, Van Doren fez uso de multimídia, incluindo Facebook e Twitter. Ela e seu marido Thomas mantem seu site onde mercadorias diversas, juntamente com curtas-metragens caseiros estrelado por si mesma, como A girl and her Banana, estão disponíveis. Ele também fornece em topless atuais, fotos nuas e suas opiniões políticas. Ela tem uma estrela na Hollywood Walk of Fame em 7057 Hollywood Boulevard. Em 2005, uma Golden Palm Star em Palm Springs, Califórnia, foi dedicado a ela.

## Filmografia
| Ano  | Titulo                                    | Papel                          | Estúdio                           | Notas |
| ---- | ----------------------------------------- | ------------------------------ | --------------------------------- | --- |
| 1951 | Footlight Varieties                       | Blonde in theater              | RKO Radio Pictures                | Não creditada |
| 1951 | His Kind of Woman                         | Convidada do alojamento no bar | RKO Radio Pictures                | Não creditada |
| 1951 | Two Tickets to Broadway                   | Showgirl                       | RKO Radio Pictures                | Não creditada |
| 1953 | Forbidden                                 | Singer                         | Universal Pictures                | Uncredited |
| 1953 | The All American                          | Susie Ward                     | Universal Pictures                | First major film role |
| 1954 | Hawaiian Nights                           | Menina do encanto              | Universal Pictures                | Não creditada Curta-metragem |
| 1954 | Yankee Pasha                              | Lilith, escrava do Harém       | Universal Pictures                | |
| 1954 | Francis Joins the WACS                    | Cpl. Bunky Hilstrom            | Universal Pictures                | |
| 1955 | Ain't Misbehavin'                         | Jackie                         | Universal Pictures                | |
| 1955 | The Second Greatest Sex                   | Birdie Snyder                  | Universal Pictures                | |
| 1955 | Running Wild                              | Irma Bean                      | Universal Pictures                | |
| 1956 | Star in the Dust                          | Ellen Ballard                  | Universal Pictures                | Último filme sob contrato com a Universal. Van Doren parou de aceitar papéis do estúdio, porque eles não estavam dando a ela os papéis inovadores que ela tanto desejava. |
| 1957 | Untamed Youth                             | Penny Lowe                     | Irmãos Warner                     | Warner BrotNeste filme, Van Doren se tornou a primeira atriz a cantar rock 'n roll em um filme musical americano.                                                         |
| 1957 | The Girl in Black Stockings               | Harriet Ames                   | United Artists                    | O último filme de Van Doren a ser programado para ela pela Universal em 1956. também conhecido como Wanton Murder e Wanton Murder Mystery                                 |
| 1957 | Jet Pilot                                 | WAF                            | RKO Radio Pictures                | Não creditada. Filmado entre 1949 e 1953, atrasos do diretor, mas não lançado até 1957.                                                                                   |
| 1958 | Teacher's Pet                             | Peggy DeFore                   | Paramount Pictures                | O papel de Van Doren era originalmente maior, mas foi editado para ser menor por causa das roupas que ela deveria usar no filme.                                          |
| 1958 | High School Confidential                  | Gwen Dulaine                   | Metro-Goldwyn-Mayer               | |
| 1958 | Born Reckless                             | Jackie Adams                   | Warner Brothers                   | |
| 1959 | Guns, Girls, and Gangsters                | Vi Victor                      | United Artists                    | |
| 1959 | The Beat Generation                       | Georgia Altera                 | Metro-Goldwyn-Mayer               | |
| 1959 | The Beautiful Legs of Sabrina             | Sabrina                        |                                   | Seu primeiro lançamento de filme fora de Hollywood |
| 1959 | The Big Operator                          | Mary Gibson                    | Metro-Goldwyn-Mayer               | |
| 1959 | Girls Town                                | Silver Morgan                  | Metro-Goldwyn-Mayer               | O primeiro filme a apresentar Van Doren nu. Ela aparece nua através de uma porta felpuda do chuveiro.                                                                     |
| 1960 | Vice Raid                                 | Carol Hudson                   | United Artists                    | |
| 1960 | College Confidential                      | Sally Blake                    | Universal Pictures                | |
| 1960 | Sex Kittens Go to College                 | Dr. Mathilda West              | Allied Artists                    | |
| 1960 | The Private Lives of Adam and Eve         | Evie Simms/Eve                 | Universal Pictures                | Neste filme, Van Doren usou apenas folhas para sequências de sonhos. |
| 1961 | The Blonde from Buenos Aires              |                                |                                   | |
| 1964 | The Candidate                             | Samantha Ashley                |                                   | |
| 1964 | Freddy in the Wild West                   | Olivia                         | -                                 | a.k.a.: The Sheriff Was a Lady (título alternativo) |
| 1964 | 3 Nuts in Search of a Bolt                | Saxie Symbol                   | Harlequin International Pictures  | Filmado como uma sequência/spinoff de Promises! Promessas!, um filme que Van Doren recusou.                                                                               |
| 1966 | The Las Vegas Hillbillys                  | Boots Malone                   | Irmãos Woolner                    | Co-estrelou Jayne Mansfield. Esta é a única vez que algum dos “Três M” apareceu junto em um filme.                                                                        |
| 1966 | The Navy vs. the Night Monsters           | Nora Hall                      | Realart Pictures Inc.             | O primeiro de dois filmes de ficção científica feitos por Van Doren. |
| 1967 | You've Got to Be Smart                    | Miss Hathaway                  |                                   | |
| 1968 | Voyage to the Planet of Prehistoric Women | Moana                          | American-International Television | O último filme de ficção científica da carreira de Van Doren. |
| 1970 | The Arizona Kid                           | Namorada                       |                                   | |
| 1975 | That Girl from Boston                     |                                |                                   | |
| 1986 | Free Ride                                 | Debbie Stockwell               | Galaxy International Releasing    | |
| 1999 | The Vegas Connection                      | Rita                           |                                   | |
| 2002 | Slackers                                  | Miss Van Graaf                 | Screen Gems                       | |